# 20846 Ліюлінь
20846 Ліюлінь (20846 Liyulin) — астероїд головного поясу, відкритий 25 жовтня 2000 року.
Тіссеранів параметр щодо Юпітера — 3,604.